# Olivar
Olivar é uma comuna da província de Cachapoal, localizada na Região de O'Higgins, Chile. Possui uma área de 44,6 km² e uma população de 12.335 habitantes (2002).